# Arthur Kober
Arthur Kober (Brody, 25 d'agost de 1900 − Nova York, 12 de juny de 1975) fou un humorista i guionista estatunidenc nascut a Brody (actual Ucraïna). Escrigué el guió de la comèdia Having Wonderful Time.

## Obra

### Cinema
- It Pays to Advertise (1931 adaptació)
- Up Pops the Devil (1931)
- The False Madonna (1931)
- The Secret Call (1931)
- Me and My Gal (1932)
- Make Me a Star (1932 guió)
- Hat Check Girl (1932)
- Guilty as Hell (1932)
- Meet the Baron (1933)
- Broadway Bad (1933)
- One Man's Journey (1933)
- It's Great to Be Alive (1933)
- Headline Shooter (1933)
- Infernal Machine (1933)
- Mama Loves Papa (1933 guió)
- Bondage (1933)
- Hollywood Party (1934 guió)
- Palooka (1934 guió)
- Ginger (1935 guió/història)
- Calm Yourself (1935 guió)
- The Great Hotel Murder (1935)
- The Big Broadcast of 1937 (1936 història)
- Early to Bed (1936 guió)
- Having Wonderful Time (1938 guió)
- The Mad Miss Manton (1938, no apareix als crèdits)
- The Little Foxes (1938, escenes addicionals i diàlegs)
- Wintertime (1943 història)
- In the Meantime, Darling (1944)
- Don Juan Quilligan (1945)
- My Own True Love (1949 adaptació)

### Dramatúrgia
- Having Wonderful Time (1937)
- Wish You Were Here (1952)
- A Mighty Man is He (1960)

### Televisió
- Leave It to Beaver (1960)
- Harrigan and Son (1960)
- My Three Sons (1961)

### Llibres
- Thunder Over the Bronx (1935)
- Pardon Me for Pointing (1939)
- My Dear Bella (1941)
- Parm Me (1945)
- That Man is Here Again: The Adventures of a Hollywood Agent (1946)
- Bella, Bella Kissed a Fella (1951)
- Oooh, What You Said! (1958)